# Il Parnaso accusato e difeso
Il Parnaso accusato e difeso (deutsch: „Der angeklagte und verteidigte Parnass“) ist ein Libretto zu einem Componimento drammatico in einem Akt von Pietro Metastasio. Erstmals aufgeführt wurde es in der Vertonung von Georg Reutter am 28. August 1738 zur Geburtstagsfeier der Kaiserin Elisabeth in der Galerie der kaiserlichen Favorita in Wien.

## Handlung
Die Handlung des Werks spielt im Palast von Jupiter. Dort streiten die drei Allegorien der Tugend (La Virtù), der Wahrheit (La Verità) und des Verdiensts (Il Merito) mit Apollon, dem Gott der Künste, über die künstlerische Freiheit. Das Stück ist formal streng gegliedert.  Zunächst wird das zu diskutierende Problem in einer Art Prolog dargestellt, der von zwei identischen Chören umrahmt wird. Anschließend bringt jede der drei Allegorien ihre Anklage gegen die Kunst bzw. die Musen vor, die unmittelbar von Apollon verteidigt wird. Das starre Schema wird nur kurz durch einen Einschub Jupiters vor der dritten Anklage aufgelockert. Zum Abschluss teilt Jupiter als Schiedsrichter seine Entscheidung mit und stellt den Bezug zur Geburtstagsfeier der Kaiserin her. Die Charaktere werden von drei verschiedenen Chören unterstützt: Ein Chor von Genien steht auf Seiten der Allegorien, ein Chor von Musen begleitet Apollon, und ein Chor von Gottheiten nimmt gemeinsam mit Jupiter an der abschließenden Laudatio auf die Kaiserin Elisabeth (hier „Elisa“ genannt) teil.
Das Thema des Disputs wird gleich zu Beginn vorgestellt, indem die beiden gegensätzlichen Chöre Jupiter um Unterstützung anrufen. Die Allegorien und Genien fordern ihn auf, die „irrsinnige Freiheit“ der Kunst einzuschränken („Correggi […] L’insana libertà“), während Apollon und die Musen ihn drängen, diese Freiheit zu schützen („Proteggi […] L’oppressa libertà“). Die beiden Chöre vereinigen sich im gemeinsamen Wunsch, die Tugenden der Zivilisation gegen die Barbaren zu verteidigen. Jupiter ist zunächst ungehalten, weil der Streit die Geburtstagsfeier Elisas störe, bei der insbesondere Apollon eine wichtige Rolle spiele. Es gelingt den Allegorien jedoch, ihn von der Wichtigkeit des Falles, der auch im Interesse der Kaiserin sei, zu überzeugen, so dass er schließlich bereit ist, ihre Klagen anzuhören. Die Allegorien stellen kurz ihre Hauptanklagepunkte vor, die im Hauptteil ausführlich dargestellt werden. Eine Wiederholung der Eingangschöre beendet den Einleitungsteil.
Die „Tugend“ ergreift nun das Wort für die erste Klage gegen die Musen. Diese greifen auf Beschreibungen unkeuscher Liebe und wenig tugendhafter Leidenschaften zurück, um die Seelen der Zuhörer zu rühren. Die Literatur fördere so die schlechten Neigungen der Menschen. Die Musen müssten daher zum Schweigen gebracht werden. Insbesondere sollte es ihnen verboten sein, den „heiligen Namen Elisas“ („il sacro nome d’Elisa“) zu nennen, der kein Material für solche „poetische Täuschungen“ („poetici deliri“) biete. Apollon entgegnet, dass die Poesie dabei helfe, die bösen Neigungen der Menschen zu dämpfen und die guten zu wecken. Sie entlarve auch die von bösen Leidenschaften besessenen Menschen („L’arte sicura / È sedare i nocivi“). Man müsse das Böse kennen, um sich davor schützen zu können.
Die Anklage der „Wahrheit“ betrifft den trügerischen Charakter der Literatur. Die Poesie sei nur eine geschickte Lüge. Das wäre nicht so schwerwiegend, wenn sie nicht auch dazu verleiten würde, die Lüge der Wahrheit vorzuziehen. Alle Freiheiten in der Darstellung von historischer Geschichte und von Personen seien abzulehnen. Apollon rechtfertigt diese Freiheiten damit, dass man den Menschen gefallen müsse, um sie auf den Pfad der Tugend führen zu können. Dafür habe man auch das Recht, Wahres und Falsches zu mischen. Die Kunst nutze die Verführungen der Lüge, um die Wahrheit zu lehren. In seiner Arie „Finta è l'immago ancora“ vergleicht er diese Idee mit einem Spiegel: Das Bild sei nicht echt, aber es helfe, die Wahrheit zu erkennen.
Nach diesen ersten beiden Anklagen versucht Jupiter, den Disput vorzeitig zu beenden. Weil die Geburtstagsfeier Elisas nicht vergessen werden darf, drängt er alle, nach Österreich aufzubrechen. Apollon stimmt zu, aber die Allegorien sind keinesfalls einverstanden. Auf diese Weise wäre der Streit bereits zu ihren Ungunsten entschieden. Nach wechselnden Einwürfen der beiden Chöre der Genien und der Musen ergreift der „Verdienst“ das Wort und weist darauf hin, dass seine Klage noch nicht gehört wurde. Jupiter ist bereit, ihn anzuhören.
Der „Verdienst“ erklärt die Folgen des Missbrauchs der Poesie: Die Dichter beschreiben keine heldenhaften Handlungen mehr, sondern haben sich in den Dienst von Verbrechern gestellt – zum größten Schaden der ehrlichen Menschen. Der Ruhm der Helden verblasst gegen die in der Poesie beschriebenen Verleumdungen, wie an den ungerechten Angriffen Aristophanes gegen Sokrates („Saggio d’Atene“) zu sehen sei. Die Werte werden durcheinandergebracht, und der Müßiggang regiere die Herzen der Menschen. Apollon antwortet, dass der Gegenstand der Poesie das Lob des Verdienstes sei. Man könne sie nicht für den Missbrauch verantwortlich machen. Aber sogar dieser Missbrauch habe positive Effekte: Man werde tugendhafter, wenn man ungerechtfertigt getadelt wurde, und auch ein ungerechtfertigtes Lob sei nicht nutzlos, da es dazu ermutige, sich seiner würdig zu zeigen.
Bevor Jupiter seine Entscheidung bekannt gibt, versucht die „Tugend“ noch einmal, ihn auf ihre Seite zu ziehen. Er solle Apollon nicht glauben und seine Ohren vor seinen süßen Worten verschließen. Er solle die Musen von der Erde verbannen, weil ihre Verführungsmacht unwiderstehlich sei. Es ist jedoch bereits deutlich zu erkennen, dass der Anklage die Argumente ausgehen. Apollon kann seinen Gegnern daher mühelos erklären, wie unverzichtbar die Kunst auch für jede von ihnen ist. Die Kunst sei ein wesentlicher Bestandteil der Zivilisation. Sie sei es, die den zivilisierten Menschen vom Barbaren unterscheide. Schließlich bringt Apollon das Gespräch wieder auf den Anlass der Feier zurück. Wer außer ihm oder den Musen wäre in der Lage, Elisa zu feiern? Sein Chor der Musen bestätigt ihn, aber der Chor der Allegorien und Genien widerspricht weiterhin.
Jetzt hat Jupiter genug gehört. Seine Entscheidung bestätigt Apollon darin, dass die Kunst das schönste Geschenk („Il più bel dono“) des Himmels an die Erde sei. Die Musen müssten allerdings weiser werden („Ma sian le Muse in avvenir più sagge“), und nicht jeder sei würdig, Dichter zu sein. Nun ist es höchste Zeit für die kaiserliche Feier, und Jupiter fordert die Musen auf, ihm zum Aufenthaltsort seines Adlers (dem österreichischen Reichsadler) zu folgen, um Elisa Loblieder zu singen. Die „Tugend“ weist darauf hin, dass die Kaiserin „gelernt habe, Lobpreisungen zu würdigen, nicht sie zu erdulden“ („Essa le lodi, / Da ognun con gioja intese, / A meritar, non a soffrire apprese“). Doch Jupiter erklärt, dass Elisa das Lob annehmen müsse. Die Tugend der Fürsten sei ein Vorbild für die Menschen. Daher müsse Elisa auch an diese denken und es akzeptieren, dass man ihre Tugenden feiert.
Zum Abschluss finden schließlich alle Chöre zum gemeinsamen Lobpreis Elisas zusammen.

## Gestaltung
Das 1738 geschriebene Componimento Il Parnaso accusato e difeso ist einer der bedeutendsten Texte Metastasios, da er hier seine Überlegungen über die Kunst in Beziehung auf die Öffentlichkeit und die dadurch erzeugten psychologischen und emotionalen Auswirkungen darlegt. Dennoch scheint er es in großer Eile geschrieben zu haben, wie aus einem Brief vom 19. Juli an Stelio Mastraca hervorgeht, und er scheint ihm selbst keine große Bedeutung beigemessen zu haben. Die höfische Dramaturgie selbst ist Thema des Werkes und wird im Verlauf der Handlung in Frage gestellt. Dadurch hatte Metastasio die Möglichkeit, seine Vorstellungen vom Theater sowie seine Ansichten über Natur und Funktion der Poesie in den internen sozialen Strukturen seiner Zeit zu erklären. Apollon fungiert hier als sein Alter Ego, z. B. wenn er in seiner Antwort auf die Anklage der „Wahrheit“ die Rechtes des Dichters gegen die des Historikers verteidigt.

## Vertonungen
Folgende Komponisten vertonten dieses Libretto:
| Komponist                     | Uraufführung                                       | Aufführungsort | Anmerkungen                                                                          |
| ----------------------------- | -------------------------------------------------- | -------------- | ------------------------------------------------------------------------------------ |
| Georg Reutter                 | 28. August 1738, Galerie der kaiserlichen Favorita | Wien           | „Componimento drammatico“ zur Geburtstagsfeier der Kaiserin Elisabeth                |
| Johann Michael Breunig        | 7. Oktober 1750                                    | Dresden        | „serenata“ zum Geburtstag König August III.                                          |
| Girolamo Mango                | 1766, Hof von Raymund Anton von Strasoldo          | Eichstätt      | Intermezzo                                                                           |
| Johann Gottfried Schwanberger | 1768                                               | Braunschweig   | Kantate; vermutlich stammen nur die Ouvertüre, Rezitative und Chöre von Schwanberger |
| Giuseppe Colla                | 1786                                               |                |                                                                                      |
| Bernardo Ottani               | 1790                                               |                |                                                                                      |

## Digitalisate
1. ↑  Pietro Metastasio: Metastasio: Drammi, Vol. IV. Soc. Tip. de ́Classici Italiani, 1820, S. 257 (google.com).
2. ↑  Libretto (italienisch) der Serenata von Georg Reutter, Wien 1738 als Digitalisat bei Google Books.